# Kornsand
Kornsand – miejscowość w Niemczech w południowej części kraju związkowego Hesja, w rejencji Darmstadt, w powiecie Groß-Gerau (niem. Kreis Groß-Gerau, gminie Trebur).
Oprócz domów wiejskich znajduje się bar z przekąskami i silosy załadunkowe miejscowej firmy handlującej piaskiem i żwirem „Hahn und Wedel”. Ścieżka prowadzi na południe wałem przeciwpowodziowym obok farm do przepompowni Wächterstadt. Po drugiej stronie Renu można zobaczyć ruiny zamku Landskrone i gotycki kościół św. Katarzyny, które należą do Oppenheim.

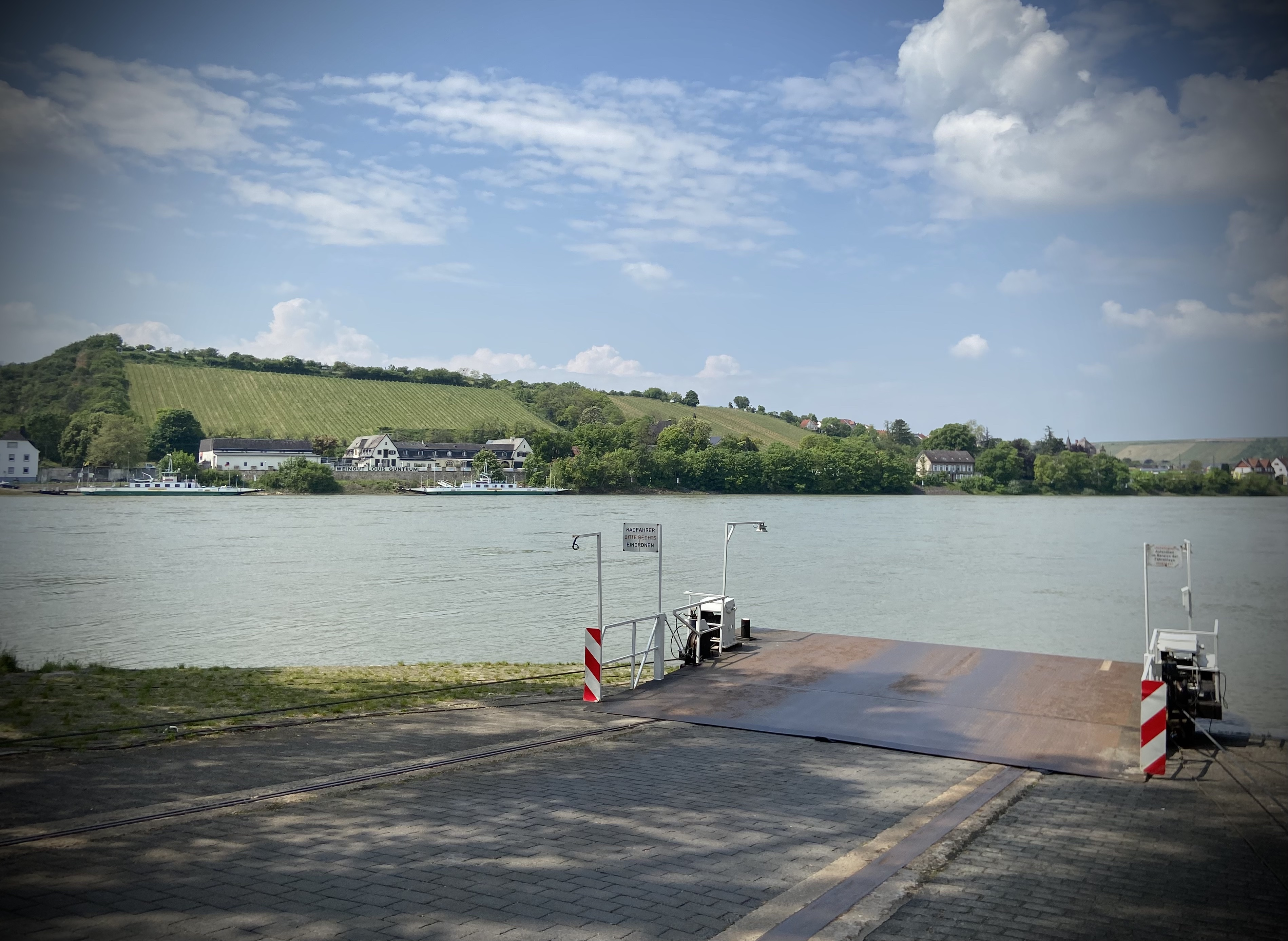
Przystań promowa w Kornsand z widoczną po drugiej stronie przystanią promową w Nierstein

Kornsand to przystań na prawym brzegu Renu dla promu Landskrone Rhine oraz miejsce spotkań motocyklistów i rowerzystów, a także miłośników wina, którzy płyną promem do licznych winnic i tawern w Oppenheim i Nierstein.

## Geografia
Osada, która składa się z kilku domów, znajduje się bezpośrednio na heskim brzegu Renu między Geinsheim i Nierstein.

## Historia
Już starożytni Rzymianie używali tego miejsca nad Renem do przekraczania rzeki. Założyli tu swoje obozy legionowe. Archeolodzy do tej pory odkopali ślady siedmiu obozów na obszarze znalezisk Trebur-Geinsheim.
Od XIV w. miejscowość posiadała przeprawę promową. W 1375 cesarz Karol IV oddał w zastaw cesarskie miasto Oppenheim, miasta Nierstein, Dexheim i Schwabsburg (obecnie dzielnica Nierstein) oraz Kornsand elektorom Palatynatu.
W 1896 rozważano budowę mostu przez Ren do położonego naprzeciwko Oppenheim. Przez most miał również kursować tramwaj parowy, łączący Darmstadt z Oppenheim przez Groß-Gerau. Projekt nie został zrealizowany.
Kornsand stał się znany w całym kraju w 1908, kiedy 4 sierpnia Zeppelin LZ 4 bezpiecznie wylądował na Renie w drodze z Friedrichshafen do Echterdingen przez Moguncję. Pomnik Zeppelina został wzniesiony w Trebur dla upamiętnienia tego incydentu.

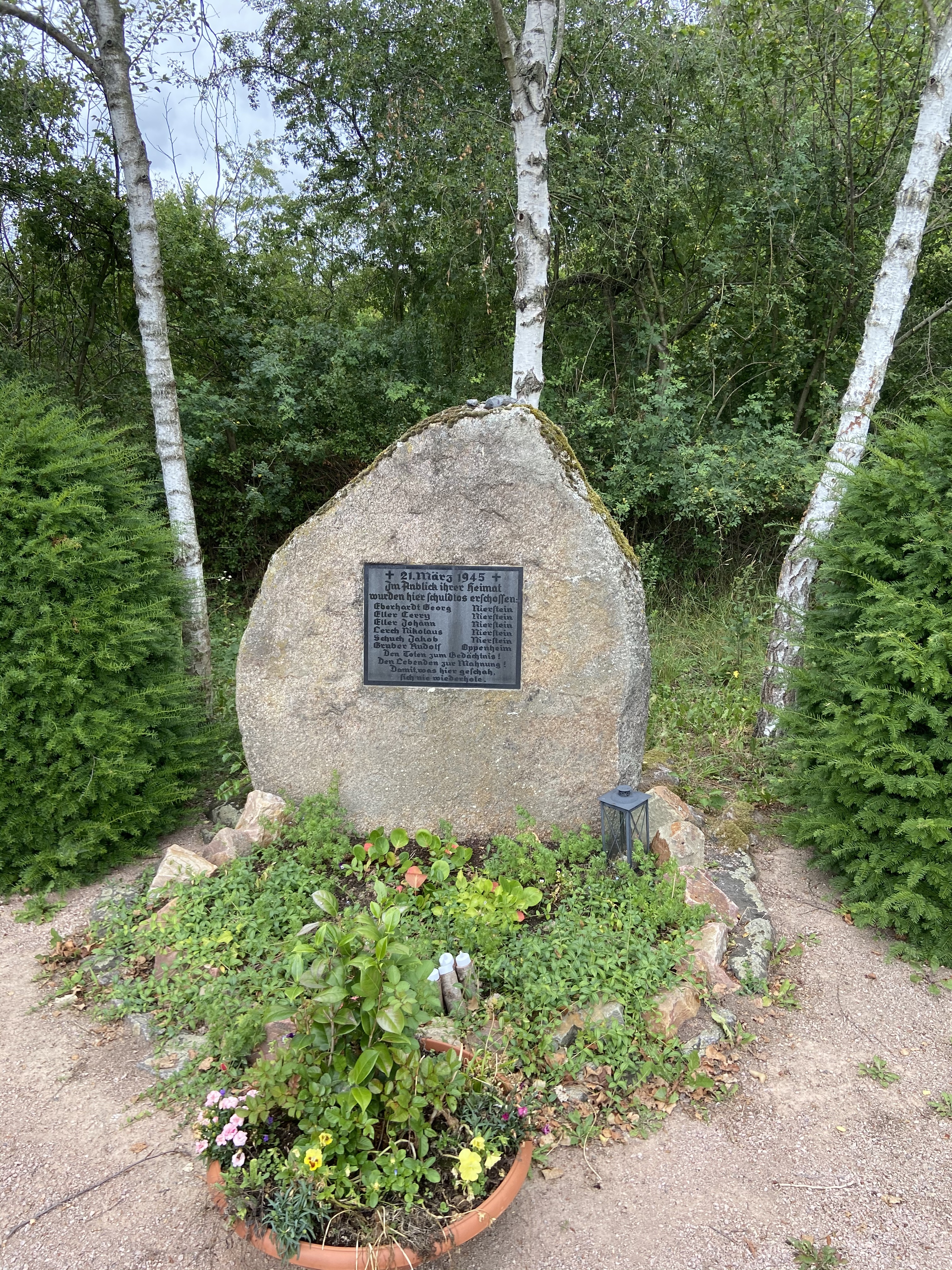
Kamień upamiętniający zamordowanie sześciu obywateli niemieckich przez nazistów w ostatnich dniach wojny

Pod koniec II wojny światowej, 21 marca 1945, w Kornsand rozstrzelano sześć osób cywilnych narodowości niemieckiej uznanych za element wrogi III Rzeszy. Dla upamiętnienia tej zbrodni postawiono pamiątkowy kamień na ich cześć.
22 i 23 marca 1945 w pobliżu Kornsand wojska amerykańskie przekroczyły Ren po wybudowanym moście pontonowym. 27 marca jednostki amerykańskie znalazły się w Lorsch, Bensheim i Heppenheim, a dzień później zajęto Aschaffenburg nad Menem oraz zachodnią i północną część Odenwaldu.
Około 950 m w górę rzeki od przystanii promowej w Kornsand wybudowano w celach militarnych betonowy dojazd do Renu, tzw. przyczółek mostowy NATO, który po połączeniu z podobną drogą po stronie Oppenheim mostem pontonowym ma ułatwić przeprawę przez rzekę w warunkach wojennych.